# Nebbia marina

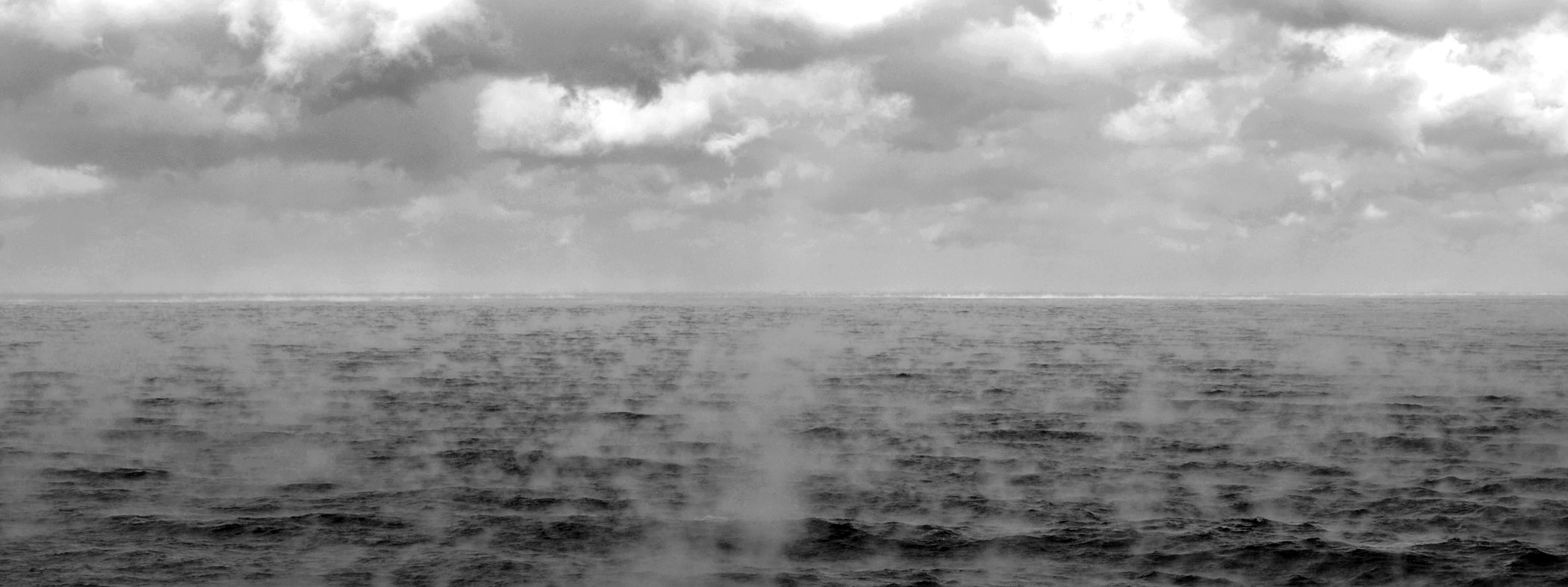
Nebbia marina sull'Oceano Atlantico.

La nebbia marina è una nebbia da umidificazione (o di evaporazione) che si forma quando una massa d'aria molto fredda si muove sopra una massa d'acqua più calda. Analogamente, la nebbia marina artica, così come la nebbia marina antartica, è una nebbia marina che si forma su piccole zone di mare aperto circondate da ghiaccio.

## Descrizione
La sua formazione avviene quando un flusso d'aria molto fredda si mescola con uno strato superficiale di aria calda satura appena sopra la superficie dell'acqua. L'aria più calda viene raffreddata oltre il punto di rugiada e non è più in grado di trattenere la stessa quantità di vapore acqueo, che dunque condensa. L'effetto è simile a quello del vapore prodotto da una bevanda calda o da una persona che fa attività fisica all'aperto in inverno. Il fenomeno viene talvolta descritto come "mare fumante".
La nebbia marina ha un aspetto turbolento e può formare colonne a spirale. Solitamente non raggiunge grandi altezze, ma più generare una riduzione di visibilità per le piccole imbarcazioni, in quanto la nebbia resta confinata nello strato d'aria calda appena sopra il livello del mare. Tuttavia sono state osservate colonne di nebbia marina alte fino a 20-30 metri.
Poiché questo fenomeno richiede temperature dell'aria molto basse, è raro nelle zone a clima temperato e molto comune in Artide e in Antartide. Lo stesso fenomeno è però osservabile anche nei laghi o nei corsi d'acqua in quota o ad alte latitudini.
Nella situazione opposta di una massa d'aria calda che si muova sopra una massa d'acqua più fredda, si parla di nebbia da avvezione.